# Daniel Fasquelle
Pour les articles homonymes, voir Fasquelle.
Daniel Fasquelle, né le 16 janvier 1963 à Saint-Omer (Pas-de-Calais), est un juriste et homme politique français.
Membre des Républicains, il est maire du Touquet-Paris-Plage depuis 2008 et député de la quatrième circonscription du Pas-de-Calais entre 2007 et 2020. Depuis 2021, il est également conseiller régional des Hauts-de-France.

## Biographie

### Famille
Daniel Fasquelle naît le 16 janvier 1963 à Saint-Omer (Pas-de-Calais) du mariage de Daniel Fasquelle, commerçant, et d'Élise Mobailly, commerçante. 
Le 19 mars 1988, il épouse Marie-Alice Leonetti, avocate. De ce mariage, naissent trois enfants. 

### Formation
Après des études secondaires au pensionnat Saint-Joseph-la-Malassise à Saint-Omer, il intègre l'université Panthéon-Assas. Il obtient deux diplômes d'études approfondies (DEA) en droit pénal et en droit communautaire. Il est docteur en droit après avoir soutenu en 1991 une thèse de doctorat en droit privé sous la direction d'Hélène Gaudemet-Tallon, intitulée La règle de raison et le droit communautaire des ententes. En 1997, il est reçu au concours de l'agrégation en droit privé cc. Il est titulaire du certificat d'aptitude à la profession d'avocat (Capa).

### Carrière professionnelle
De 1987 à 1997, Daniel Fasquelle est allocataire, puis attaché temporaire d'enseignement et de recherche (ATER), puis maître de conférences à l'université Panthéon-Assas. Il est nommé professeur de droit en 1997 et élu Directeur du Département de droit à l'université du Littoral-Côte-d'Opale jusqu'en 2007. En 2021, il est avocat senior dans un cabinet d'avocats où il développe le département « Droit de la concurrence et de la distribution et affaires européennes ».

### Carrière politique

#### Mandats
Daniel Fasquelle est conseiller municipal du Touquet-Paris-Plage (Pas-de-Calais) du 19 mars 2001 au 16 mars 2008, et membre du conseil de la communauté de communes mer et terres d'Opale (CCMTO) du 1er janvier 2001 au 16 mars 2008.
Élu député le 17 juin 2007, pour la XIIIe  législature (2007-2012), réélu consécutivement pour la XIVe (2012-2017) et la XVe législature dans la quatrième circonscription du Pas-de-Calais, il est 5e sur 577 au classement des députés suivant le classement capital Regards Citoyens/Capital mesurant l'activité législative de la XIVe législature. Au sein de l'Assemblée nationale, il est vice-président de la Commission des affaires économiques. Il démissionne de son mandat le 4 août 2020 pour se consacrer à la mairie du Touquet-Paris-Plage,.
Membre de l'Union pour un mouvement populaire, puis des Républicains en 2015, il est élu maire en mars 2008, poste qu'il occupe jusqu'au 10 juillet 2017, date à laquelle, pour se conformer à la règle du non-cumul des mandats, il démissionne et ne siège plus qu'en tant que conseiller municipal.
Il est élu en 2008 président de la communauté de communes mer et terres d'Opale (CCMTO).
La liste qu'il conduit remporte au second tour les élections municipales 2020 au Touquet et il est élu maire le 5 juillet 2020. La loi sur le non-cumul des mandats lui interdit de garder son mandat de député en même temps que celui de maire : il fait alors le choix d'abandonner son mandat de député.

## Prises de position
Spécialiste de droit communautaire et de droit comparé, Daniel Fasquelle annonce vouloir s'intéresser tout particulièrement à la politique commune des pêches, à la politique agricole commune (PAC), à l’aménagement du territoire, à la chasse et au développement économique[réf. nécessaire]. Il défend régulièrement et depuis longtemps les marins pêcheurs. Il est notamment l'auteur de nombreuses questions écrites et rapports dont l'un date de mars 2013 au nom de la Commission des affaires économiques sur la proposition de résolution européenne sur la réforme de la politique commune de la pêche, avec Annick Le Loch.
Daniel Fasquelle est l'un des rares membres de la majorité UMP à s'être opposé au décret de la ministre Valérie Pécresse concernant les enseignants-chercheurs, apportant ainsi son soutien à la mobilisation universitaire en 2009.
Il obtient l'inscription d'une ligne à grande vitesse Paris-Amiens-Calais-Londres dans le schéma national d'infrastructures de transport à la suite d'un amendement qu'il a fait voter dans le cadre de la loi Grenelle 1. La construction de cette LGV doit intervenir après 2020.
Depuis novembre 2010, il est le président départemental de la Fédération Les Républicains du Pas-de-Calais, succédant à André Flajolet.
Le 6 décembre 2012, à l'Assemblée nationale, il est le premier à interpeller le ministre du budget, Jérôme Cahuzac, sur l'existence de son compte en Suisse ; celui-ci affirme alors, devant l'ensemble des députés, qu'il n'a « jamais eu de compte à l'étranger, ni maintenant, ni avant ». Daniel Fasquelle est également à l'origine d'une proposition de résolution tendant à la création d’une commission d’enquête sur le rôle du Gouvernement au sujet du compte à l’étranger de Jérôme Cahuzac, commission dont il fera partie.
Il est condamné à l'unanimité par la conférence des présidents de groupe de l'Assemblée nationale après une altercation le 19 avril 2013 lors du débat ouvrant le droit au mariage entre personnes de même sexe au cours de laquelle une huissière aurait reçu un coup de poing.
Le 30 septembre 2014, il dépose une proposition de loi pour repousser la mise en application de la loi sur le cumul des mandats. Il est également chargé par Nicolas Sarkozy de préparer une proposition de loi abrogeant le mariage pour tous.
Vice-président de la commission des affaires économiques de l'assemblée nationale, il déclare le 2 avril 2015 dans le magazine Paris Match, que « L’opération Alstom - General Electric est un scandale d’État »», et demande alors une commission d'enquête refusée par Claude Bartolone.
Fin 2014, après l'élection de Nicolas Sarkozy à la présidence de l'UMP, il est nommé par ce dernier trésorier du parti. Il met alors en œuvre un plan drastique de réduction des dépenses. Il soutient Nicolas Sarkozy pour la primaire présidentielle de la droite et du centre de 2016.
Le 2 juin 2017, Daniel Fasquelle se propose de porter plainte contre son ex-collègue Gérald Darmanin qui lui aurait envoyé un SMS dont le contenu serait le suivant : « Faut-il […] que je publie les lettres de demandes d'interventions fiscales que tu m'envoies depuis ma nomination ? ».
En juin 2017, il est réélu député après être arrivé second au premier tour derrière Thibaut Guilluy, candidat LREM.
Le 30 août 2017, Daniel Fasquelle annonce sa candidature à la présidence des Républicains (élection des 10 et 17 décembre 2017). Il crée également le mouvement Sauvons la droite, défendant une ligne « Ni Macron ni Buisson ». Toutefois, sa candidature est rejetée par la Haute autorité du parti Les Républicains, faute de parrainages suffisants.
Il soutient Michel Barnier au congrès des Républicains de 2021 en vue de l'élection présidentielle de 2022,.
Il souhaite une alliance entre son parti, LR, et le parti d'Emmanuel Macron, LREM.

### Domaine de l'autisme
Daniel Fasquelle s'implique dans le domaine de l'autisme en France. En 2010, il crée un groupe d'étude parlementaire sur l'autisme et participe à l'obtention en 2012 du label de Grande Cause nationale de la part de François Fillon, Premier ministre. En janvier 2012, il présente une « proposition de loi visant l’arrêt des pratiques psychanalytiques dans l’accompagnement des personnes autistes, la généralisation des méthodes éducatives et comportementales et la réaffectation de tous les financements existants à ces méthodes », favorisant la prise en charge comportementaliste au détriment de la psychanalyse. Le 13 octobre 2016, il propose une nouvelle résolution « invitant le Gouvernement à promouvoir une prise en charge de l'autisme basée sur les recommandations de la Haute Autorité de santé ». La résolution est rejetée.

### Domaine du numérique

#### Fiscalité
Daniel Fasquelle travaille sur le sujet de la fiscalité de l'économie numérique. En 2018, il propose différent amendements proposant d'introduire une taxe de 5 % sur le chiffre d'affaires des opérateurs de plateformes numériques. Ses travaux, inspirés du projet de Directive ACCIS, proposent de redéfinir l'établissement stable afin de créer la notion d'établissement stable virtuel.
Il dépose en 2018 une première proposition de loi invitant à l'introduction dans un premier temps d'une telle taxe aux plateformes de réservations en ligne, avant d'indiquer son souhait de déposer une proposition de loi élargissant le concept à l'ensemble des opérateurs de plateformes numériques, à l'instar de la taxe sur le chiffre d'affaires annoncé au Royaume-Uni par le chancelier de l'Échiquier.

#### Transparence des algorithmes
À la suite des différentes interrogations quant à l'efficacité du système Parcoursup, Daniel Fasquelle dépose une proposition de loi visant à assurer la transparence algorithmique en matière d'affectation dans l'établissement supérieur. L’article unique pose un principe de transparence des algorithmes en écartant le régime dérogatoire du secret des délibérations pour s’opposer à la communication d’un algorithme local. Il y souligne notamment que par le biais d'un amendement voté en commission dans le cadre du projet de loi sur la protection des données, le Sénat avait initialement souhaité « corriger une entorse aux règles de publicité des algorithmes » à la loi ORE. La sénatrice des Bouches-du-Rhône, Sophie Jouissains, précisait que « Dans l’éventualité où ces algorithmes de classement conduiraient à accepter ou rejeter certains dossiers sans examen, il n’y a aucune raison pour que les établissements n’en fassent pas mention sur le texte de la décision, pour qu’ils ne communiquent pas à l’intéressé, à sa demande, les règles définissant l’algorithme ».

#### Données de santé
À la suite des évolutions en matière d'assurance de santé privée, il se positionne contre l'utilisation des données collectées par des objets connectés dans le domaine des assurances. Ainsi, à l'occasion d'une proposition de loi déposée le 23 janvier 2019, il y note que s"il est incontestable que les progrès technologiques de ces dernières décennies ont permis l’émergence de nouveaux outils venant aider et assister l’homme. [ces données] peuvent intéresser d’autres corps de métiers, en premier lieu, les assureurs." et qu'en l'état du droit cette situation n'est pas acceptable. Cette proposition de loi fait suite aux travaux rendus par la CNIL dans un rapport de 2014 sur Le corps, nouvel objet connecté, qui précisait alors que « l’analyse prédictive a ouvert un âge d’or de l’assurance, mais en détruisant à rythme accéléré ce qui fait l’essence même de cette industrie : la confiance et la mutualisation. ».

## Ouvrages
- Droit communautaire des affaires, Lgdj 08/2002,  (ISBN 978-2-275-02127-0)
- Les Grands Arrêts de la jurisprudence communautaire / Droit communautaire des affaires, marché intérieur, politiques communautaires, Lgdj 05/2002,  (ISBN 978-2-247-04290-6)
- Le Droit communautaire de la consommation / Bilan et perspectives, Actes du colloques de Boulogne-sur-Mer, 14 et 15 janvier 2000, La documentation française 04/2002,  (ISBN 978-2-11-005110-3)
- Droit des obligations, Éditions Vuibert 04/2000,  (ISBN 2-7117-7449-X) (BNF 37199996)
- Droit des personnes et droit des biens, Éditions Vuibert, 11/1998,  (ISBN 978-2-7117-7442-5)
- Droit américain et droit communautaire des ententes, Joly éditions, 01/1993,  (ISBN 978-2-907512-24-4)
- La France Juste, Éditions Fayard, 09/2015